# Provincia dell'Equatore
La provincia dell'Equatore (francese: province de l'Équateur) è una delle 26 province della Repubblica Democratica del Congo. Il suo capoluogo è la città di Mbandaka.
La provincia si trova nella parte nord-occidentale del Congo ed è attraversata dall'Equatore, da cui deriva il suo nome.
Nel precedente ordinamento amministrativo del Congo (in vigore fino al 2015) esisteva una Provincia dell'Equatore che aveva lo stesso nome e lo stesso capoluogo di quella attuale, ma una superficie molto più grande che comprendeva l'attuale provincia.

## Geografia antropica

### Suddivisioni amministrative
La provincia dell'Equatore è suddivisa nella città di Mbandaka, che comprende il comune di Mbandaka (capoluogo) ed il comune di Wangata, ed in 7 territori:
- territorio di Bikoro, capoluogo: Bikoro;
- territorio di Lukolela, capoluogo: Lukolela;
- territorio di Basankusu, capoluogo: Basankusu;
- territorio di Makanza, capoluogo: Makanza;
- territorio di Bolomba, capoluogo: Bolomba;
- territorio di Bomongo, capoluogo: Bomongo;
- territorio di Ingende, capoluogo: Ingende.